# Ransart (Belgium)
Ransart (vallonul: El Ronsåt) település a belgiumi Hainaut tartományban található Charleroi város része. A települést, amelynek területe 5,68 km² és lakossága kb. 8500 fő, 1977-ben vonták össze a közeli nagyvárossal. A város középkori elnevezése Rhoardi Sartum (1154), illetve Roharsart (1209) volt.